# Țeneava, Colomeea
Țeneava (în ucraineană Ценява) este o comună în raionul Colomeea, regiunea Ivano-Frankivsk, Ucraina, formată numai din satul de reședință.

## Demografie
Componența lingvistică a comunei Țeneava
     Ucraineană (99,64%)
     Alte limbi (0,36%)
Conform recensământului din 2001, majoritatea populației comunei Țeneava era vorbitoare de ucraineană (99,64%), existând în minoritate și vorbitori de alte limbi.